# Dadamaino

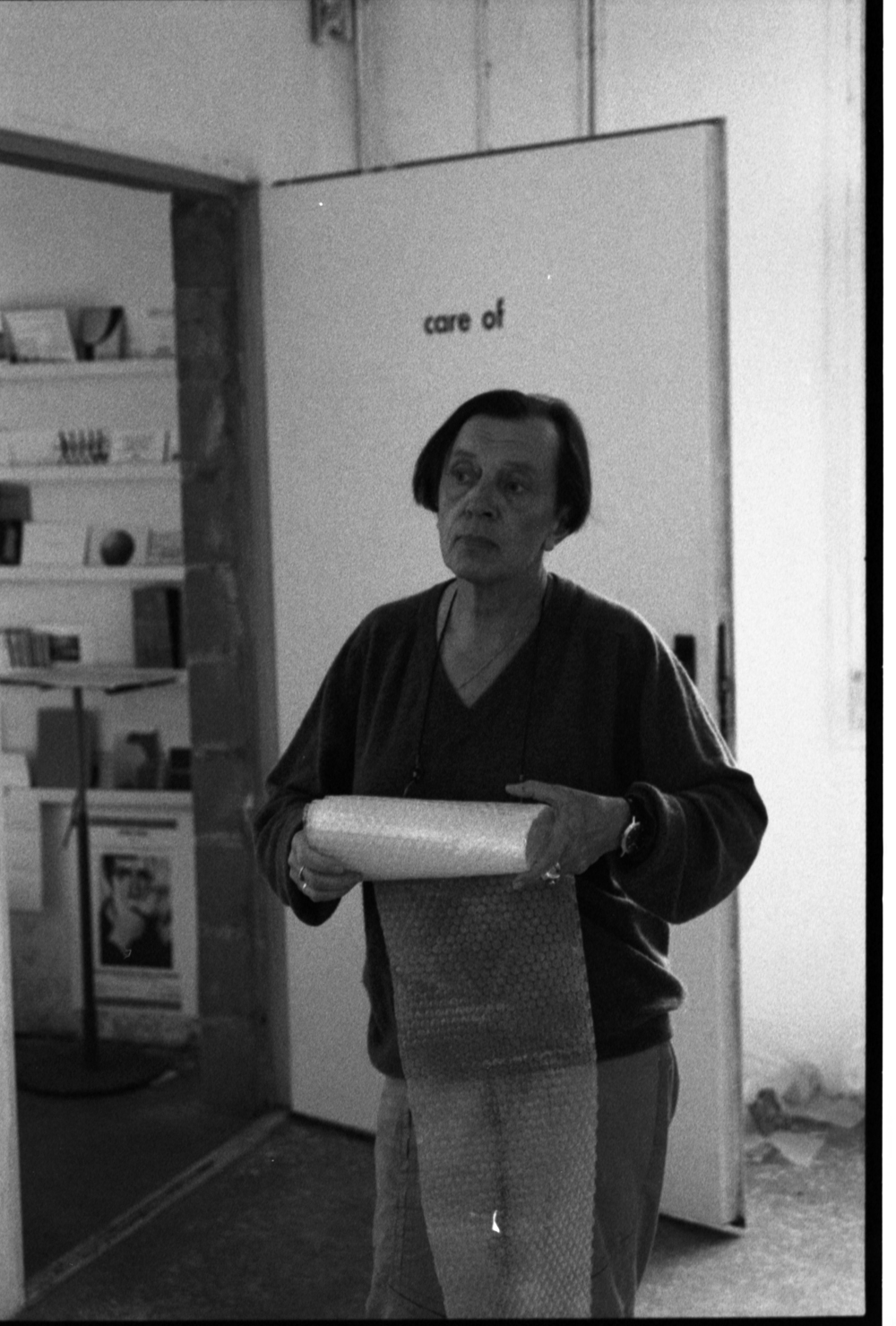
Dadamaino durante l'installazione della mostra "AA.VV. Casa degli artisti". Careof, Cusano Milanino, giugno 1994

Dadamaino, pseudonimo di Edoarda Emilia Maino (Milano, 2 ottobre 1930 – Milano, 13 aprile 2004), è stata un'artista italiana che contribuì attivamente ai movimenti dell'avanguardia artistica milanese degli anni cinquanta con le sue ricerche geometrico-percettive.

## Biografia

### Infanzia e giovinezza
Il 2 ottobre 1930 nasce a Milano Emilia Maino, figlia unica di Giovanni Maino, geometra per il Comune di Milano e per il Genio Civile, ed Erina Saporiti, casalinga. Durante i bombardamenti della Seconda Guerra Mondiale la famiglia Maino sfolla a La Maddalena, frazione di Somma Lombardo, dove vivevano i genitori di Erina Saporiti. La famiglia rimarrà a La Maddalena fino alla fine della guerra. Quando tornano a Milano, in via Vespri Siciliani 18, il padre riprende la professione ed Emilia compie gli studi liceali e si iscrive all'Università, verosimilmente alla facoltà di Medicina.

### Anni Cinquanta e Sessanta
Nei primi anni cinquanta Dadamaino parte come autodidatta, preferendo spesso i vasi con fiori come soggetto. Punto di svolta rappresenta l'incontro con l'opera di Lucio Fontana, nello specifico Concetto spaziale blu e viola con lustrini, insieme a una mostra di Yves Klein che cambieranno il suo modo di percezione artistica.
Esordisce nel 1956 partecipando al Premio di Pittura “Cesare da Sesto” a Sesto Calende. Comincia a farsi chiamare Eduarda, da cui il diminutivo Dada.
Il 4 aprile 1957 la Galleria del Grattacielo di Enzo Pagani inaugura al Circolo della Stampa di Milano il Premio per l’autoritratto, dove Dadamaino partecipa proponendo un suo autoritratto. Altri artisti partecipanti sono Enrico Baj, Roberto Crippa, Lucio Fontana e Piero Manzoni. 
In questo periodo inizia a frequentare il Bar Jamaica, all'epoca centro dell'avanguardia milanese, dove conosce, tra gli altri, Piero Manzoni, i fotografi Giovanni Ricci e Uliano Lucas. 
Nel 1958 inaugura la sua prima mostra personale alla Galleria dei Bossi di Milano a cura di Angel Vargas una serie di opere che non sono note, ma definite da Vargas “presenta nelle opere di nuovissima tendenza un equilibrio di volumi sapientemente costruiti, dove i rapporti spazio-luce raggiungono una propria autonomia, creando elementi convertibili in nuove sensazioni visive ed infine una modernissima dinamica”.
È probabile che in questo periodo Piero Manzoni facesse da tramite per alcune delle esposizioni di Dadamaino.
Nel 1959 presso la Galleria del Prisma avviene la mostra personale Maino, a cura di Enotrio Mastrolonardo. Anche queste opere presentate sono ignote, si sa solo che nel testo critico di Mastrolonardo sono descritti dei lavori vicini all'ambito Informale, caratterizzati da una gamma cromatica chiara, dove si dispiegano linee e incisioni che penetrano nel colore.

Sollecitata dalla Soprintendenza di Roma e dalla Galleria Nazionale d'Arte Moderna a compilare una scheda informativa e inviare materiale bio-bibliografico, dichiara che i suoi collezionisti al 24 giugno 1959 sono Lorenzin, Marinino, Simonetti, Centonza, Russoli, Fontana, Mastrolonardo, Jucker, Brinieri, Gastaldelli, Rufi, Riden, Geitlinger, Totti e che suoi disegni risultano al Museo della Grafica dell'Università di Pisa, al Museo Brooklyn e nella raccolta Servolini. Lucio Fontana a quella data ha acquistato già un'opera di Dadamaino, in segno di stima e di incoraggiamento per la giovane artista. 
Nell'autunno 1959, su influenza di Manzoni, si fa più radicale in Dadamaino la critica verso la pittura Informale come messa in discussione della professione del “pittore” e dei suoi tradizionali strumenti di lavoro. Il 18 dicembre di quell'anno nella mostra collettiva La donna nell’arte contemporanea presso la Galleria Brera a Milano, Dadamaino presenta per la prima volta, provocatoriamente, un Volume: una tela monocroma caratterizzata da un grande squarcio ovoidale. Il catalogo della mostra non presenta la riproduzione dell'opera esposta, ma quella di un lavoro precedente ancora segnico; tuttavia la “perforatissima tela” nominata da Mario Monteverdi sul “Corriere lombardo” non lascia dubbi sulla presenza di un Volume alla Galleria Brera, pochi giorni prima della collettiva da Azimuth.
Con i Volumi l'artista tocca la concezione di azzeramento dell'arte, in accordo con le coeve ricerche di Piero Manzoni ed Enrico Castellani. Dadamaino, tra il 1959 e il 1960, espone in diverse occasioni i suoi Volumi alla galleria Azimut, Prendenso parte all'attività della galleria ed intessendo rapporti con i protagonisti delle maggiori tendenze degli anni Sessanta: gli artisti tedeschi del "Gruppo Zero", gli italiani "Gruppo T" e "Gruppo N" e i francesi del "GRAV".
La collaborazione tra Dadamaino e Piero Manzoni si fa sempre più stretta e nell'agosto 1960 Manzoni invita la giovane artista ad esporre ad Albisola. Dal 30 luglio al 5 agosto ha luogo la collettiva Biasi, Breier, Castellani, Landi, Mack, Maino, Manzoni Massironi, Moldow, Motus, Pisani, Santini al Circolo degli Artisti di Albisola Mare. Qui Dadamaino presenta “buchi, disposti in bella simmetria e delle più varie grandezze” in cui le tele monocrome non sono più contrassegnate da squarci larghi e irregolari ma da buchi circolari, disposti in maniera regolare e in grandezze variabili. In autunno partecipa alla mostra Sculture tascabili, componibili, trasportabili, istantanee. Biasi Bonalumi Maino Manzoni Massironi Santini presso la Galleria Trastevere di Roma ed espone i Volumi, che vengono così descritti in catalogo: “Superficie - volume tascabile per viaggi in treno alberghi squallidi contro l'influenza dei calendari d'arte”.
Il 1º aprile 1961 inaugura la mostra collettiva Come i pittori vedono i critici alla Galleria Montenapoleone di Milano dove settanta pittori espongono altrettanti ritratti di noti critici d'arte e Dadamaino, con “una trovata spassosa e spiritosissima”, propone un ritratto di Giorgio Kaisserlian. Il 20 maggio inaugura una mostra personale a Padova, nello spazio espositivo del "Gruppo N". Presentata da un testo di Piero Manzoni, Dadamaino espone per la prima volta i Volumi a moduli sfasati: fogli di rhodoid fustellati a mano. Del medesimo anno sono i Rilievi - dapprima prima tavolette di plexiglas, poi anche fogli di rhodoid o di cartoncino - tagliati in innumerevoli lamelle, a dimensioni scalari identiche. Materiali, ricettivi di luce, che a seconda del movimento dello spettatore creano giochi di chiaro-scuro e suggestioni ottiche di movimento.
In agosto Dadamaino raggiunge Piero Manzoni, Gualtiero Passani - reduce da mesi di frequentazione con Pablo Picasso - e altri artisti ad Albisola, dove dal 12 al 19 agosto 1961 Manzoni presenta per la prima volta al pubblico la Merda d'artista, nella mostra In villeggiatura da Pescetto alla Galleria Pescetto. Per la stessa occasione Tullio d'Albisola chiede ad alcuni artisti di decorare dei piatti di ceramica, che avrebbero dovuto essere presentati in un catalogo di piatti d'artista (in realtà mai pubblicato). Il piatto decorato da Dadamaino presenta una linea centrale nera molto spessa, dalla quale si rifrangono altre linee sempre più sottili e chiare tendenti all'azzurro, con degli inserti in terracotta.
Il 21 agosto 1961 nasce il “Gruppo Punto” fondato da Dadamaino, Antonio Calderara, Nanda Vigo, Kengiro Azuma, Hsiao Chin e LI Yuen-Chia, il cui ispiratore è Lucio Fontana, che scrive per gli artisti un pensiero alla base della loro poetica: “Capire la condizione di finito nell'infinito è intuire nella realtà di pensiero” - sulla base di questa riflessione viene redatto e sottoscritto il manifesto. 
All'inizio del 1962 l'artista partecipa a una mostra collettiva ad Arnhem, in Olanda, ed entra in contatto con il "Nul Groep" ed in particolare con Henk Peeters, artista animatore e organizzatore delle mostre del collettivo, caro amico di Piero Manzoni. A febbraio si tiene la mostra personale Maino. Monochrome Malerei alla Galerie Senatore di Stoccarda, curata da Walter Schonenberger. L'artista propone le opere più indicative della sua ricerca dal 1959 al 1962: i Volumi, i Volumi a moduli sfasati e i Rilievi. Schonenberger inserisce questi lavori all'interno di quella corrente monocroma, iniziata da Yves Klein e portata avanti da Manzoni, Castellani, Piene, Mack ed altri. Il collegamento a questa corrente si ritrova già nel titolo dato alla mostra personale, che si riconnette idealmente al titolo dell'esposizione internazionale Monochrome Malerei, svoltasi allo Städtisches Museum di Leverkusen nel 1960 sotto la curatela di Udo Kultermann. A marzo dello stesso anno Henk Peeters organizza la mostra Nul 62, presso lo Stedelijk Museum di Amsterdam - con opere di Philips, Goepfert, Bury, Megert, Armando, Fontana, Dorazio, Verheyen, Castellani, Manzoni, Dadamaino, Kusama, Haacke, Pohl, Aubertin, Mavignier, Holweck, Mack, Piene, Uecker, Henderikse, Peeters, Schoonhoven, De Vries - dove Dadamaino espone due Volumi a moduli sfasati in una sala condivisa con Manzoni e Castellani. Tra le numerose partecipazioni della stagione invernale, va ricordata la rassegna Arte programmata alla Galleria La Cavana di Trieste, curata da Umbro Apollonio e Getulio Alviani, dove espone un Rilievo su cartoncino.
Durante il 1962 inaugurano anche alcune esposizioni del "Gruppo Punto" di cui l'artista si fa coordinatrice e curatrice, come Krit. Punto/2, al Palacio de la Virreina di Barcellona e Punto/3, alla Galleria La Palma di Albissola Marina. Malgrado il successo delle due mostre negli anni successivi non partecipa più alle attività del "Gruppo Punto", che continueranno comunque fino al 1966.
Dopo la partecipazione internazionale alla mostra berlinese alla Galerie Diogenes Zero. Der neue idealismus, Dadamaino coordina e cura la mostra Oltre la pittura. Oltre la scultura. Ricerche d’arte visiva, in occasione della quale Bruno Munari realizza l'affiche e viene pubblicato un catalogo con gli interventi di alcuni intellettuali vicini alle nuove ricerche visuali, quali Umbro Apollonio, Guido Ballo, Gillo Dorfles e Umberto Eco. Come confermato dalle riproduzioni del manifesto, Dadamaino espone i Volumi a moduli sfasati. Nel dicembre 1963 prende parte all'assemblea generale di “Nouvelle Tendance”, tenutasi presso lo studio del "GRAV" di Parigi, diventando ufficialmente membro del movimento. Proprio in questo periodo il nome Dadamaino inizia a comparire unito, come attestato nel secondo numero della rivista Nul = 0 e nella corrispondenza del tempo.
Nei primi mesi del 1964 prepara le opere da spedire al Musée des Arts Décoratifs di Parigi per l'esposizione internazionale Nouvelle Tendance, prevista per i mesi di aprile e maggio. Per l'occasione espone tre opere mai presentate prima: due Oggetti ottico-dinamici, composti da piastrine in alluminio tese su fili di nylon secondo rapporti geometrici che generano effetti ottici, e un Oggetto ottico-dinamico indeterminato, composto da 3 anelli di metallo speculari, di grandezza degradante verso l'interno, che poggiano su un piano circolare a righe bianche e nere. Il piano è illuminato dall'alto e messo in movimento da un motore. In questo modo il disegno ottico del piano si riflette continuamente lungo le superfici specchianti degli anelli, creando dei giochi ottico-cinetici che danno la sensazione che siano proprio gli anelli a muoversi ed intersecarsi.
In questi anni realizza anche le Spirali rotanti - costituite da una serie di anelli sovrapposti con inserite ad incastro delle lamelle, senza alcuna saldatura - con lamelle di diversi materiali: ottone cromato, acciaio inossidabile, alluminio anodizzato e plexiglas; tutti materiali conduttori di luce così da creare oggetti rotanti e luminosi. In estate Dadamaino è invitata con Colombo, Manzoni, Castellani, Dorazio, Fontana, Klein, Kusama, Mack, Piene, Roth, Soto, Uecker, Verheyen alla rassegna itinerante Mikro Zero/Nul. Mikro Nieuw Realisme alla Galleria Delta di Rotterdam, Jeugdfestival a Velp e alla Galerie Amstel 47 di Amsterdam.
Il 1964 è anche l'anno in cui muore Erina Saporiti, madre dell'artista.
Il 13 agosto 1965 inaugura Nove tendencije 3 alla Galerija Suvremene Umjetnosti di Zagabria e l'artista partecipa alla rassegna presentando Ricerca uno, un cortometraggio di circa cinque minuti che riprende un Oggetto ottico-dinamico indeterminato in funzionamento. Lo scopo del film è di mostrare una ricerca cinetica sfrondata dall'apparato meccanico che la genera e di consentire la visione di tutte le immagini prodotte, comprese quelle che l'occhio non riesce a percepire durante la velocità motoria dell'oggetto. Ricerca uno è presentato insieme a Disco e Cilindri stroboscopici del Gruppo MID, Strutturazione cinevisuale ambientale di Colombo, Ambiente sperimentale di Anceschi e Boriani e Spazio in strutturazione plasticromatica di Devecchi.
All'inizio del 1966 lascia la casa di via Vespri Siciliani per trasferirsi con il padre in via Bitonto 24, dove avrà come vicino di casa, e caro amico, Luciano Fabro.
Sul finire degli anni '60 Dadamaino allenta la propria attività artistica, maturando un sempre maggiore interesse per i fatti politici di quegli anni. Nello stesso momento in cui il PCI assume una posizione critica nei confronti del modello socialista sovietico, Dadamaino non rinnova la tessera al partito, al quale apparteneva da anni. L'artista si avvicina ai gruppi extraparlamentari di sinistra e collabora con i comitati di base dell'ATM. Successivamente, gli stessi comitati di base si allineeranno sempre più verso posizioni vicine al Movimento Anarchico. In questo modo entra in contatto con il Circolo del Ponte della Ghisolfa, stringendo amicizia con il ferroviere anarchico Pino Pinelli.
Il 5 maggio 1969 Dadamaino è nuovamente a Zagabria per l'inaugurazione di Tendencije 4 con Marina Apollonio, Alberto Biasi, Angel Duarte, Karl Gerstner, Marcello Morandini, il Gruppo MID. Il 1969 è anche l'anno di Campo Urbano, manifestazione organizzata da Luciano Caramel nelle vie e nelle piazze di Como. In quest'occasione Dadamaino realizza, alle ore 21 del 21 settembre presso il molo di Sant'Agostino, l'environnement Illuminazione fosforescente automotoria sull'acqua, disperdendo sulla superficie del bacino del lago di Como circa mille tavolette di polistirolo ricoperte di vernice fosforescente. Allo spegnimento delle luci del lungo lago, queste emettono luminosità e riflessi lasciandosi ondeggiare sull'acqua riportando l'attenzione della gente al lago, visivamente inosservato nella vita quotidiana. 
L'intenzione è dunque quella di far riscoprire e possibilmente riproporre il lago stesso sotto un aspetto diverso, estetico, facendo godere agli spettatori un quadro di forme luminose, mosse liberamente e casualmente dall'acqua. L'ultimo progetto al quale l'artista lavora nel 1969, è l'Environnement lumino-cinetico studiato per la Place du Châtelet di Parigi, su invito di Frank Popper che aveva indetto un concorso per la realizzazione di opere ambientali da collocare lungo le vie e le piazze parigine. Il progetto per l'ambiente prevedeva due percorsi, uno all'esterno e l'altro all'interno di un tunnel, dove gli spettatori sarebbero stati coinvolti fisicamente ed emotivamente. Dadamaino non vince il concorso, ma le tavole del progetto vengono esposte alla mostra Environnement lumino-cinétique sur la Place du Châtelet. Interventions artistiques dans la rue organizzata sempre da Popper al Centre National d’Art Contemporain di Parigi nel dicembre di quell'anno.
Nel gennaio 1970 muore il padre Giovanni Maino, al quale l'artista era particolarmente legata.

### Anni Settanta e Ottanta
Nella prima metà del 1970 Dadamaino si dedica a studi sistematici per la Ricerca del colore in cui utilizza i sette colori dello spettro ricercando il cromovalore medio tra questi - oltre che il bianco, il nero e il marrone (dieci colori). Espone i Componibili, un Oggetto cinetico circolare, l'intera Ricerca del colore - composta di 100 tavolette 20 x 20 cm con 4000 tonalità differenti - e i Fluorescenti in una personale alla galleria Diagramma di Milano. Questa mostra preparata sin dall'anno precedente segna una nuova svolta nel percorso creativo dell'artista. I Fluorescenti sono costituiti da strisce di plastificato fluorescente su tavola, che aumentano di dimensione dall'alto al basso e che possono essere eccitati da luce di Wood e mossi con un ventilatore o con le mani, per verificare l'esperienza cromo-tattile cinetica. Nel 1974 Dadamaino con Gonschior, Letto, Ludwig e Tornquist costituisce il gruppo "Team Colore"; come sottolineato da Luciano Caramel, il punto comune degli artisti del gruppo è la ricerca del colore con un atteggiamento analitico e matematico. Nel mese di maggio, durante la prima collettiva del gruppo presso la galleria Team Colore di Milano, l'artista espone un Cromorilievo.
Nel 1976 Dadamaino concepisce l'Alfabeto della mente: rimasta profondamente colpita dall'eccidio di palestinesi raccolti nel villaggio libanese di Tall el Zaatar, inizia a tracciare piccoli segni che descrivano la sua protesta impotente. Segni verticali e orizzontali si alternano in maniera ossessiva, una sorta di “h” muta, che tende a riempire completamente lo spazio bianco del foglio - che si sviluppano fino a creare una sorta di alfabeto illeggibile e personale. Tele e fogli sono invasi da questi grafemi, senza soluzione di continuità. L'artista lavora a mano libera, con una penna, ripetendo un solo segno per superficie senza legarlo agli altri. Nel dicembre 1977 il Salone Annunciata di Milano inaugura la personale Dadamaino. Dall’“Inconscio razionale” all’“Alfabeto della mente”. 1975-1977 e pubblica una brochure con uno scritto di Dadamaino dove l'artista spiega la svolta degli ultimi lavori, vicini alla tabula rasa del 1958 avvenuta con la realizzazione dei Volumi. Nel 1978 inizia a lavorare all'opera I fatti della vita: una stanza interamente gremita di fogli di diverse dimensioni e colori, dove ogni foglio presenta il ripetersi ossessivo dei grafemi concepiti con l'Alfabeto della mente, cadenzati da intervalli e spazi bianchi. Le pareti della stanza diventano una sorta di diario dell'artista, dove nelle diverse vibrazioni della penna sembra di scorgere diversi momenti: pensieri, emozioni, umori, ma anche spunti di cronaca e riferimenti a semplici fatti quotidiani.
Nel 1980 l'artista partecipa alla Biennale di Venezia con una sala personale all'interno del Padiglione Italia. Curatore del Padiglione è Vittorio Fagone che propone artisti di punta della ricerca artistica italiana negli anni Settanta: Agnetti, Bartolini, Battaglia, Carpi, Dadamaino, Griffa, Olivieri, Patella, Vaccari, Verna, Zaza. La sala dedicata a Dadamaino apre l'esposizione con I fatti della vita - esposta pochi mesi prima allo Studio Grossetti di Milano - ampliata da centosessanta a quattrocentosessantuno fogli, che saturano completamente tre pareti della sala.
Nel 1981 inaugura una importante personale alla Galerie Walter Storms di Villingen dove, oltre all'Alfabeto della mente e a I fatti della vita, espone per la prima volta le Costellazioni, opere dove il segno grafico diventa sempre più piccolo, perde ogni riferimento ad un ipotetico alfabeto mentale e tende ad addensansi o disperdersi, simulando moti molecolari e galassie stellari. In questi lavori riappare il colore, utilizzato comunque in modo monocromatico su ogni singolo foglio. Le Costellazioni sono esposte per la prima volta in Italia nell'agosto 1982, al Museo Butti di Viggiù in una personale a cura di Flaminio Gualdoni.
Dal 28 gennaio al 28 febbraio 1983 il PAC di Milano organizza una doppia personale dedicata a Dadamaino e all'artista cecoslovacco Stanislav Kolíbal. L'esposizione, a cura di Mercedes Garberi, rientra in un ciclo di proposte culturali dal titolo Installazioni, dedicato ad artisti che non sono mai rientrati interamente in una scuola o tendenza. Per l'occasione Dadamaino presenta un'ampia selezione dei suoi lavori, dai Volumi alla Ricerca del colore, dall'Alfabeto della mente alle ultime Costellazioni.
Nel 1987 Dadamaino inizia a lavorare al ciclo Il movimento delle cose, sottili segmenti tracciati con una china nera su fogli di plastica trasparente. Questi piccoli segni si moltiplicano in maniera dinamica sull'intera superficie dei fogli, generando gorghi, sinuosità, percorsi. Nel 1989 l'artista tiene una mostra personale allo Studio Reggiani di Milano curata da Flaminio Gualdoni, dove espone le ultime opere appartenenti alla serie Passo dopo passo.

### Anni Novanta e Duemila
Nel 1990 prende nuovamente parte alla Biennale di Venezia con una sala personale all'interno del Padiglione Italia. I curatori del padiglione Laura Cherubini, Flaminio Gualdoni e Lea Vergine propongono diciassette artisti: Anselmo, Benati, Boetti, Dadamaino, De Dominicis, De Maria, Gallo, Garutti, Guerzoni, Mainolfi, Mariani, Maraniello, Olivieri, Pisani, Tatafiore, Tirelli e Trotta. Dadamaino, unica presenza femminile, espone due lavori del ciclo Il movimento delle cose, delle dimensioni di 1,22 x 18 metri ciascuno: enormi fogli in poliestere sospesi in aria con due zanche, che seguono due direzioni differenti all'interno della sala.
Il 1991 è caratterizzato da tre rilevanti mostre personali, la prima delle quali è una antologica inaugurata nel mese di giugno presso lo Studio d'Arte Contemporanea Dabbeni. Dal 12 al 30 ottobre Elena Pontiggia cura la mostra Dadamaino. Interludio 1981 alla galleria Il Triangolo Nero di Alessandria, dove sono presentate una serie di carte inedite del 1981 dal titolo Interludio in cui alcuni grafemi concepiti con l'Alfabeto della mente si fanno sempre più piccoli e nervosi, ora disperdendosi in spazi vuoti ora addensandosi. Queste opere rappresentano un periodo di riflessione dell'artista dopo I fatti della vita e prima dell'avvio del ciclo Costellazioni. Dal 18 ottobre al 6 dicembre Dadamaino tiene inoltre una mostra a Napoli al Framartstudio, dove espone dieci lavori appartenenti al ciclo Il movimento delle cose. La personale alla Framartstudio è poi replicata nella sede milanese della galleria nel 1992, dove a causa degli spazi ristretti della sede milanese rispetto a quella napoletana, Dadamaino realizza pannelli più piccoli accostabili sempre al ciclo Il movimento delle cose.
Il 20 marzo 1993 inaugura la sua personale antologica alla Casa del Mantegna di Mantova Dadamaino. Opere 1958-1993, organizzata dal Gruppo 7 e in seguito si tiene Trilogia 3. Dadamaino, Gastini, Bertasa a Perugia presso il Centro Espositivo della Rocca Paolina. in occasione della quale viene pubblicato un catalogo a cura di Giorgio Bonomi. In ottobre Francesca Pasini cura la doppia personale Disegni. Giovanni Anselmo. Dadamaino alla Galleria Federica Inghilleri di Milano, dove Anselmo propone una serie dei suoi disegni dal titolo Particolare della scritta infinito, ingrandita all'infinito, e Dadamaino presenta due lavori di grande formato del ciclo Il movimento delle cose. Sempre ad ottobre lo Stiftung für Konkrete Kunst di Reutlingen inaugura Dadamaino. Werke 1958-1993 e realizza un catalogo con testi di Gabriele Kübler e Tommaso Trini.
Dall'11 febbraio al 9 aprile 1994 Dadamaino torna ad esporre allo Studio D'Arte Contemporanea Dabbeni in una mostra personale. Dopo l'antologica del 1991, l'artista propone ora tre nuovi lavori di grandi dimensioni appartenenti al ciclo Il movimento delle cose e sei Rilievi in cartoncino datati 1961. Nello stesso anno espone nella mostra Dadamaino, François Morellet, Günther Uecker che inaugura l'attività della galleria A arte Studio Invernizzi a Milano.
Nel 1995 prende parte a Zero Italien. Azimut/Azimuth 1959/60 in Mailand. Und heute / Zero Italia. Azimut/Azimuth 1959/60 a Milano. E oggi presso la Galerie der Stadt Villa Merkel di Esslingen, che propone una ricostruzione delle prime due mostre della galleria Azimut, a cui sono affiancati lavori successivi di Castellani e Dadamaino. L'anno successivo Dadamaino tiene una personale a Zurigo negli spazi della Stiftung für Konstruktive und Konkrete Kunst, una antologica con opere dal 1958 al 1994 dal titolo Dadamaino. I fatti della vita. 
Nel 1999 Dadamaino lascia la casa-studio di via Bitonto per trasferirsi in via Ponte Seveso 40.
Nel 2000 il Museum Bochum di Bochum, in collaborazione con la galleria A arte Invernizzi di Milano, dedica a Dadamaino un'ampia mostra antologica dal titolo Dadamaino. Retrospektive 1958-2000 a cura di Francesco Tedeschi.
Il 13 aprile 2004 Dadamaino muore a Milano dopo un periodo di malattia. Le sue ceneri riposano nel piccolo cimitero di La Maddalena, frazione di Somma Lombardo, accanto alle spoglie dei genitori.

## Dadamaino nei musei
- Fondazione Biscozzi Rimbaud Lecce
- GAM di Torino
- MAMbo di Bologna
- Museo Cantonale d'Arte di Lugano
- Museo d'arte MAGA di Gallarate (VA)
- Museo del Novecento di Milano
- Museo Fortuny di Venezia
- Collezione Guggenheim di Venezia
- Collezione Roberto Casamonti, Firenze
- Tate Modern di Londra
- Philadelphia Museum of Art, Philadelphia
- Musée de Grenoble, Grenoble
- Centre Pompidou di Parigi
- Hilti Art Foundation, Liechtenstein